# Niemiecko-Chorwacka Policja
Niemiecko-Chorwacka Policja (niem. Deutsch-Kroatische Polizei) – policyjna struktura zbrojna w Niepodległym Państwie Chorwackim (NDH) podczas II wojny światowej.

## Historia
Niemiecko-Chorwacka Policja powstała 15 lipca 1943 r. na mocy umowy podpisanej przez władze państwowe NDH a dowództwem niemieckiej policji i SS. W jej skład weszli volksdeutsche z Einsatzstaffel i innych rozwiązanych jednostek z obszaru Chorwacji oraz Chorwaci z policyjnych jednostek niemieckich i ochotnicy. Na jej czele stanął SS-Obergruppenführer Konstantine Kammerhofer, wyższy dowódca policji i SS w Zagrzebiu. 
Zadaniem formacji była "wewnętrzna służba bezpieczeństwa". Jej liczebność ciągle wzrastała, dochodząc do piętnastu batalionów zorganizowanych w pięć pułków policyjnych na wiosnę 1944 r. (nazywanych "Polizei Freiwilligen-Regiment" z numeracją od 1. do 5.). W grudniu tego roku Befelshaber der Ordnungspolizei w Zagrzebiu powołało samodzielną "Polizei Panzer-Jäger Kompanie Kroatien". Na pocz. 1945 r. dwanaście policyjnych batalionów utworzyło Dywizję Żandarmerii "Chorwacja". W rzeczywistości formacja ta istniała tylko na papierze, a bataliony działały niezależnie od siebie w różnych częściach NDH.